# Упередження спонсорування
Упередження фінансування (англ. Funding bias), також відоме як упередження спонсорування, упередження фінансування результату чи публікації та ефект фінансування (відповідно англ. sponsorship bias, funding outcome bias, funding publication bias, funding effect), стосується тенденції наукових досліджень підтримувати інтереси їх фінансових спонсорів. Існування цього феномену визнано достатньо, щоб науковці почали вивчати наявність упередження у минулих надрукованих результатах досліджень. Упередження спонсорування, зокрема, найбільше асоціюється been associated, з дослідженнями хімічної токсичності, тютюнових виробів та медикаментів. Упередження є підтипом упередження експериментатора.

## Причини

### Непрофесійна поведінка
У досить рідкісних випадках трапляється непрофесійна поведінка, що включає недбале дослідження чи маніпулювання даними. Однак часто якість досліджень, фінансованих виробниками принаймні не гірша за якість незалежно фінансованих досліджень і упередження зазвичай створюється іншими причинами.

### Людська природа
У своїй книзі «Influence: Science and Practice» Роберт Чалдіні описує взаємність як рису людини, коли вона відчувається зобов'язаною повертати послугу. Ця риса присутня у всіх культурах. Природа людини може спричиняти вплив спонсорів на навіть найбільш етичних дослідників, хоча вони абсолютно щиро будуть це заперечувати.

### Наперед відомий висновок
Результати досліджень можуть обиратись або відкидатись для підтримки наперед визначеного висновку. Наприклад, тютюнова промисловість надрукує власне внутрішнє дослідження, яке виявило мінімальний негативний вплив на здоров'я пасивного куріння.
Компанія, яка наймає дослідників для виконання дослідження, може вимагати від них підписання угоди про нерозголошення до отримання фінансування, якою науковці фактично відмовляються від права незалежно оприлюднювати результати і зобов'язуються надати їх лише спонсору. Спонсор може одночасно фінансувати декілька досліджень на одну тему, притримуючи результати, які суперечать його бізнес-інтересам, та публікуючи лише ті, що відповідають його інтересам. Так огляд фармацевтичних досліджень показав, що дослідження, які фінансуються виробниками медикаментів, мали меншу середньої ймовірність друку, а якщо вони друкувались, у них була вища ніж середня ймовірність позитивного для виробника медикаментів результату.
Подвійне сліпе дослідження з лише об'єктивними методами матиме менше упередження на користь наперед відомого висновку. Однак у дослідників чи спонсорів все одно лишається можливість викривити результати, відкидаючи чи ігноруючи небажані дані, якісно характеризуючи результати чи врешті-решт, приймаючи рішення про друк результатів. Крім того, не всі дослідження можливо здійснити у цьому режимі.

### Упередження публікації
Науковець Андерс Сандберг ввадає, що упередження спонсорування може бути формою упередження публікації. Оскільки позитивні результати легше оприлюднювати, ніж негативні, невизначені чи відсутні, позитивні результати можуть корелювати з тим, що вони позитивні для спонсора.
Упередження звітування, пов'язане з упередженням публікації та селективним упередженням, — коли вимірюються різні результати, але звітується лише про суттєві, а всі несуттєві чи неприхильні результати ігноруються.

### Відбір учасників або компараторів
Селективне упередження може вплинути на нерепрезентативну вибірку суб'єктів тестування незважаючи на найкращі зусилля її отримати. Навіть подвійне сліпе дослідження може отримати упереджені вибірку залежних змінних, популяції (за рахунок критеріїв включення і виключення), розмір вибірки, статистичні методи або неналежних компараторів, і будь-який з цих факторів може спричинити упередження на користь певного висновку.

## Приклади
- дослідження 1996 впливу нікотину на когнітивну діяльність виявило, що результати, які показували позитивний вплив нікотину чи паління на когнітивну діяльність, з більшою ймовірністю друкувались вченими, які визнавали підтримку тютюнової промисловості[8];

- аналіз 2003 року надрукованих результатів досліджень антидепресантів показав, що дослідження, профінансовані виробниками селективних інгібиторів зворотнього захвату серотоніна (selective serotonin reuptake inhibitors, SSRI) та новіших антидепресантів мали тенденцію до надання переваги їх продукції над альтернативною, у порівнянні з незалежно фінансованими дослідженнями. Те само справджувалось і для досліджень-моделювання.[9] В цілому, дослідження профінансовані виробниками медикаментів, у чотири рази ймовірніше підтримуватимуть медикамент, який випробовується, ніж дослідження, фінансовані іншими спонсорами.[10];

- огляд 2006 року експериментальних досліджень, які вивчали шкідливий вплив мобільних телефонів, показав, що дослідження, проведені виключно за кошти цієї галузі, найбільш рідко повідомляли про отримання статистично значущого результату.[11];

- FDA (США) 2008 року встановила, що бісфенол А (BPA), компонент пластикової тари, є безпечним при потраплянні у їжу, яка в них зберігається, цитуючи дослідження, проведені на замовлення хімічної галузі. Але незалежні дослідження дали інші результати[12] — більше 90 % з них виявили вплив на здоров'я низьких доз BPA[2];

- дослідження, проведені за кошти конкуруючих спонсорів, можуть суперечити одне одному. Так, дослідження 2008 року, проведене Дюкським університетом на щурах за кошт Цукрової Асоціації США, вказало на негативний вплив на здоров'я від споживання штучного підсолоджувача «Splenda». Його виробник, дочірня компанія Johnson & Johnson — McNeil Nutritionals LLC, відреагувала фінансуванням власної команди експертів для спростування першого дослідження[13];

- аналіз результатів досліджень медикаментів та медичних приладів, проведений 2012 року, виявив, що спонсорство таких досліджень компанією-виробником «веде до більш сприятливих результатів та висновків, ніж при фінансуванні з інших джерел»[14].